# Кастельянос Мойя, Орасио
Орасио Кастельянос Мойя (исп. Horacio Castellanos Moya, 21 ноября 1957, Тегусигальпа, Гондурас) – сальвадорский писатель.

## Биография
Отец – из Сальвадора, мать – из Гондураса. В четырехлетнем возрасте переехал с родителями в Сальвадор. Окончил лицей в Сан-Сальвадоре, в 1976 поступил в университет, но в 1979 из-за критической ситуации в стране прервал учебу и уехал в Торонто. В 1980 перебрался в Коста-Рику, в 1981 – в Мехико, где занимался журналистикой и жил до 1992, когда закончилась Гражданская война в Сальвадоре. Вернулся в Сальвадор, но в 1997, после публикации романа Мерзость: Томас Бернхард в Сан-Сальвадоре, затрагивавшего многие непубликуемые темы жизни в стране, его матери начали угрожать смертью, и он опять покинул страну. В 1999 поселился в Испании, затем – в Мехико. В 2004-2006 по приглашению программы «Города-убежища» жил во Франкфурте, в 2009 как приглашенный исследователь - в Токио. В настоящее время работает в  Айовском университете, ведет колонку в журнале Sampsonia Way Magazine.

## Творчество
В прозе Кастельяноса Мойи отмечают влияние Томаса Бернхарда и Роберто Боланьо. Его романы активно переводятся на различные языки мира, включая японский.

## Книги

### Рассказы
- ¿Qué signo es usted, Doña Berta?, 1982
- Perfil de prófugo, 1987
- El gran masturbador, 1993
- Con la congoja de la pasada tormenta, 1995
- Indolencia, 2004
- Con la congoja de la pasada tormenta: casi todos los cuentos, 2009 (собрание рассказов)

### Романы
- Диаспора, роман/  La diáspora, 1988 (Национальная премия за роман)
- Танец со змеями/ Baile con serpientes, 1996 (фр. пер. 2007, англ. пер. 2009)
- Мерзость: Томас Бернхард а Сан-Сальвадоре/  El asco, Thomas Bernhard en El Salvador, 1997 (фр. пер. 2003, 2005)
- Бесовка в зеркале/ La diabla en el espejo, 2000 (финалист премии Ромуло Гальегоса, нем. пер. 2003, фр. пер. 2004, англ. пер. 2009, тур. пер. 2011)
- El arma en el hombre, 2001 (нем. пер. 2003, фр. пер. 2005, порт. пер. 2011)
- Там, где вас нет/ Donde no estén ustedes, 2003 (нем. пер. 2005, фр. пер. 2008, 2012)
- Бесчувственность/ Insensatez, 2004 (фр. пер. 2006, 2009, порт. пер. 2007, англ. пер. 2008, швед. пер. 2009, норв. пер. 2010, иврит и исл. пер. 2011, яп. пер. 2012)
- Разрушение/ Desmoronamiento, 2006 (яп. пер. 2009, фр. пер. 2010, швед. пер. 2011)
- Тиранящая память/ Tirana memoria, 2008 (нем. пер. 2010, англ. пер. 2011)
- Служанка и боец/ La sirvienta y el luchador (2011, фр. пер. 2013)
- Сон о возвращении/ El sueño del retorno (2013)

### Эссе
- Recuento de incertidumbres: cultura y transición en El Salvador, 1995
- La metamorfosis del sabueso: ensayos personales y otros textos, 2011